# Myrsine rubiginosa
Myrsine rubiginosa är en viveväxtart som beskrevs av Jackes. Myrsine rubiginosa ingår i släktet Myrsine och familjen viveväxter. Inga underarter finns listade i Catalogue of Life.